# マスターピース (ドレイトン)
「マスターピース」（英語: Masterpiece）は、おもにキングズ・シンガーズのレパートリーとして知られる、ポール・ドレイトンが作詞作曲した合唱曲。
1981年にキングズ・シンガーズが開催したコンペティション「The King's Singers Composers Competition」に、ドレイトンが応募して提出した作品であり、多くのクラシックの楽曲を下敷きにしたパスティーシュが盛り込まれているが、作詞作曲ともドレイトンがクレジットされている。
ドレイトンは、その後もキングズ・シンガーズに楽曲を提供しているが、キングズ・シンガーズのファンの間では、もっぱら人気曲である「マスターピース」の作曲家としてその名が知られている。
キングズ・シンガーズはアカペラで演奏するが、市販されている楽譜にはピアノ伴奏譜も含まれている。全体を演奏すると、9分、10分、ないし、11分ほどの長さになる。
この曲は、キングズ・シンガーズの2005年のDVD『From Byrd to the Beatles』の中で取り上げられた。

## 楽章と言及される作曲家など
この作品は、7つの楽章とコーダから構成され、各楽章には、「形式名などのキーワード（作曲者名）」というパターンで楽章名が付けられている。
- 第1楽章 フーガ（J・S・バッハ）- Fugue (J.S.Bach)
  - 楽章名にあるヨハン・ゼバスティアン・バッハ以外に以下の作曲家が言及される。
    - ヨハン・クリスティアン・バッハ
    - ヴィルヘルム・フリーデマン・バッハ
    - カール・フィリップ・エマヌエル・バッハ
- 第2楽章 イントロダクションとジグ（ヘンデル）- Introduction and gigue (Handel)
- 第3楽章 カヴァティーナ（モーツァルト）- Cavatina (Mozart)
  - 作品名として『コジ・ファン・トゥッテ』、『フィガロの結婚』、『ドン・ジョヴァンニ』、『イドメネオ』、『魔笛』、『後宮からの誘拐』が言及される。
- 第4楽章 ラルゴ・ルグブリオーソ[6]（ベートーヴェン）-  Largo Lugubrioso (Beethoven)
- 第5楽章 無言歌（メンデルスゾーン）- Lied ohne worte (Mendelssohn)
- 第6楽章 ワルツ（J・シュトラウス）- Waltz (J.Strauss)
  - 楽章名にあるヨハン・シュトラウスに加えて、その弟であるヨーゼフ・シュトラウス、エドゥアルト・シュトラウスの名前も言及される。また、冗談としてリーバイ・ストラウスも言及される。
  - 作品名としてオペレッタ『こうもり』、『ジプシー男爵』、ワルツ『皇帝円舞曲』、『美しく青きドナウ』、『朝の新聞』、『ウィーン気質』、ポルカ・シュネル『雷鳴と稲妻』、ポルカ『トリッチ・トラッチ・ポルカ』が言及される。
  - ウィーン・フィルハーモニー管弦楽団の名も登場する。指揮者としては、ヴィリー・ボスコフスキーとヘルベルト・フォン・カラヤンが対比的に言及される。
- 第7楽章 ダンス・アンティーク（ドビュッシー）- 	Danse antique (Debussy)
  - 作品名として『ピアノのために』、『2つのアラベスク』、『亜麻色の髪の乙女』、『月の光』、『海』が言及される。
- コーダ - Coda
  - 以下の作曲家が言及される。
    - セザール・フランク
    - フランツ・リスト
    - グスターヴ・ホルスト
    - ジャック・ブース（英語版）
    - ウィリアム・ボイス
    - アドルフ・ブラン
    - アーノルド・バックス
    - マックス・ブルッフ
    - チャールズ・アイヴズ
    - リヒャルト・ワーグナー
    - バルトーク・ベーラ
    - ベンジャミン・ブリテン
    - アントン・ブルックナー
    - ジョルジュ・ビゼー
    - フランツ・シューベルト
    - フレデリック・ショパン
    - ロベルト・シューマン
    - アントニオ・ヴィヴァルディ
    - ヴォルフガング・アマデウス・モーツァルト
    - グスタフ・マーラー
    - ジュゼッペ・ヴェルディ
    - フランツ・ヨーゼフ・ハイドン
    - フランシス・プーランク
    - ジュール・マスネ
    - ベートーヴェン
    - エクトル・ベルリオーズ
    - アレクサンドル・ボロディン
    - ジュリアス・ベネディクト
    - フェリックス・メンデルスゾーン
    - オリヴィエ・メシアン
    - ジャコモ・マイアベーア
    - ドミートリイ・ショスタコーヴィチ
    - カロル・シマノフスキ
    - ジョヴァンニ・バッティスタ・サンマルティーニ
    - ジローラモ・フレスコバルディ
    - ジョヴァンニ・バッティスタ・ペルゴレージ
    - ジョヴァンニ・ダ・パレストリーナ
    - ニコロ・パガニーニ
    - ピエトロ・フランチェスコ・カヴァッリ
    - ムツィオ・クレメンティ
    - アルカンジェロ・コレッリ
    - ジャン・シベリウス
    - アレッサンドロ・スカルラッティ
    - ヴィンチェンツォ・ベリーニ
    - ジョヴァンニ・バッティスタ・ヴィオッティ
    - ジョヴァンニ・パチーニ
    - モデスト・ムソルグスキー
    - ジャン＝カルロ・メノッティ
    - ジョアキーノ・ロッシーニ
    - オットリーノ・レスピーギ
    - ジャコモ・プッチーニ
    - ウィリアム・バード
    - ジョン・ケージ
    - カールハインツ・シュトックハウゼン
    - ジョージ・ガーシュウィン